# Theresa Kargbo
Theresa Kargbo (15 marzo 2003) è una mezzofondista sierraleonese.

## Palmarès
| Anno | Manifestazione     | Sede  | Evento        | Risultato | Prestazione | Note                          |
| ---- | ------------------ | ----- | ------------- | --------- | ----------- | ----------------------------- |
| 2024 | Giochi Panafricani | Accra | 5000 m piani  | 13ª       | 17'38"82    | Miglior prestazione personale |
| 2024 | Giochi Panafricani | Accra | 10000 m piani | 5ª        | 37'24"66    | Miglior prestazione personale |